# ساحل العاج
ساحل العاج ورسميًا كوت ديفوار (بالفرنسية: Côte d'Ivoire)‏ دولة في غرب أفريقيا. تحدها غانا من الشرق، وغينيا وليبيريا من الغرب ومالي وبوركينا فاسو من الشمال، وتشرف من الجنوب على خليج غينيا والمحيط الأطلسي.
عاصمتها السياسية مدينة ياموسوكرو بينما أكبر مدنها ومركزها الاقتصادي مدينة أبيدجان في الجنوب قرب الساحل ومن أهم مدنها بواكي، وجاجنوا. اللغة الرسمية هي اللغة الفرنسية. وتعود تسميتها إلى أن التجار الأفريقين كانوا يجمعون أنياب الفيلة ويعرضونها للبيع في أكوام على سواحلها فأخدت اسمها من تجارة العاج.
ساحل العاج عضو في الاتحاد الأفريقي مساحتها الإجمالية 322,462 كم يقدر أن يبلغ عدد سكانها 29,344,847 سنة 2023. في عام 1843 أصبحت ساحل العاج تحت الحماية الفرنسية وفي عام 1893، أصبحت مستعمرة فرنسية، وأصبحت دولة مستقلة في 7 أغسطس 1960. في الفترة من 1960 إلى 1993، كان يقوده فليكس هوفوييه بوانييه. منذ نهاية حكم بوانييه، شهدت البلاد انقلابين عسكريين في عامي (1999 و2001) وحرب أهلية. ولكن بعد الانتخابات الأخيرة، تم التوصل إلى اتفاق سياسي بين الحكومة الجديدة والمتمردون أدت إلى عودة السلام.
ساحل العاج تحتفظ بعلاقات سياسية واقتصادية بالتعاون مع جيرانها في غرب أفريقيا، في نفس الوقت تحتفظ بعلاقات وثيقة مع الغرب، وخاصة فرنسا.
اقتصاد ساحل العاج يعتمد إلى حد كبير على الزراعة من خلال إنتاجها للقهوة والكاكاو. حوالي ربع السكان يعيشون تحت خط الفقر الدولي من 1.25 دولار في اليوم.

## سبب التسمية
اسم «كوت ديفوار» هو الترجمة الاقتراضية الفرنسية للاسم البرتغالي «كوشتا دو مارفيم» الذي أعطاه الملاحون التجار البرتغاليون وهم في طريقهم إلى الهند، والذي يظهر على البورتولان البرتغالية في نهاية القرن السابع عشر.
في أكتوبر 1985، طلبت الحكومة الإيفوارية من جميع البلدان حول العالم استخدام الاسم باللغة الفرنسية «كوت ديفوار» كطائفة رسمية (على غرار أسماء بعض البلدان التي لم تتم ترجمتها مثل كوستاريكا باللغة الإسبانية وسيراليون باللغة البندقية، إلخ).
خارج البلدان الفرونكوفونية، يظل اسم "Côte d'Ivoire" بالفرنسية دبلوماسيًا بحتًا، وتواصل وسائل الإعلام والسكان التعبير عن أنفسهم بلغاتهم عادة: Elfenbeinküste بالألمانية، Ivory Coast بالإنجليزية، Costa do Marfim بالبرتغالية، Costa de Marfil بالإسبانية، Бе́рег Слоно́вой Ко́сти-Béreg Slonovoï Kosti بالروسية أو 象牙 海 妉 نسخ 粉 في الصينية. منذ عام 1985، أصبح للبلد اسمان في البلدان غير الناطقة بالفرنسية: الاسم الرسمي بالفرنسية بدون واصلة، والاسم العام وفقًا للغة وقواعد كل بلد. وهو ساحل العاج عربيًا،
يُطلق على ساحل العاج أيضًا اسم «أرض إيبورني»، والتي تشير إلى مساحات أراضي الغابات في البلاد. بعد الاستقلال، كانت محاولات لاستبدال اسم كوت ديفوار، الذي هو أصلا تسمية إستعمارية، باسم «إيبورني».

## التاريخ

### أرض الهجرة
كان من الصعب تحديد الوجود البشري الأول في ساحل العاج لأن البقايا البشرية لم يتم الحفاظ عليها بشكل جيد في المناخ الرطب للبلاد. ومع ذلك، فقد تم تفسير قطع الأسلحة والأدوات التي عُثِر عليها حديثًا (تحديدًا، محاور مصقولة مقطوعة من خلال الطفل الصفحي وبقايا الطهي وصيد الأسماك) على أنها إشارة محتملة لوجود بشري كبير خلال فترة العصر الحجري القديم العلوي (15000 إلى 10,000 قبل الميلاد)، أو على الأقل في فترة العصر الحجري الحديث.
ترك سكان ساحل العاج الأوائل آثارا متناثرة في جميع أنحاء الإقليم. يعتقد المؤرخون أنهم كانوا إما مشردين أو مستعبدين من قبل أسلاف السكان الأصليين الحاليين، الذين هاجروا جنوبًا إلى المنطقة قبل القرن السادس عشر.

### فترات ما قبل الإسلام والإسلامية
يشكل المسلمون نحو 53% من سكان ساحل العاج. في ساحل العاج يؤدي المسلمون الصلاة والصيام والزكاة وفقا لما تقتضيه تعاليم الإسلام والعديد يؤدون فريضة الحج باعتبارها أمر إلزامي. معظم المسلمين هم من أهل السنة والجماعة ويتبعون المذهب المالكي. الطريقة الصوفية ساهمت في نشر الإسلام وهي أيضا منتشرة على نطاق واسع. توجد 4 طرق صوفية في البلاد أبرزها القادرية التي تأسست في القرن الحادي عشر والتجانية التي تأسست في القرن الثامن عشر وهي الأكثر شعبية. الطريقة القادرية هي السائدة في الغرب والتجانية في الشرق. الطريقتان الأخريتان منتشرتان عمومًا في جميع أرجاء ساحل العاج. لدى الطريقة السنوسية القادمة من ليبيا نفوذ كبير أيضًا.

### فترة الاستعمار الفرنسي

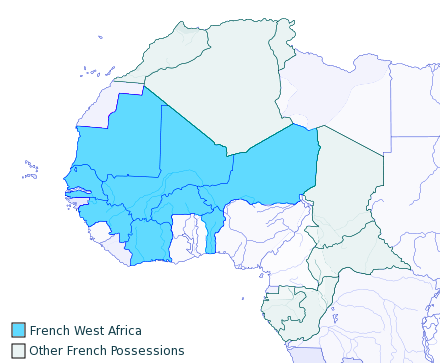
مستعمرات «غرب أفريقيا الفرنسي» حوالي عام 1913.

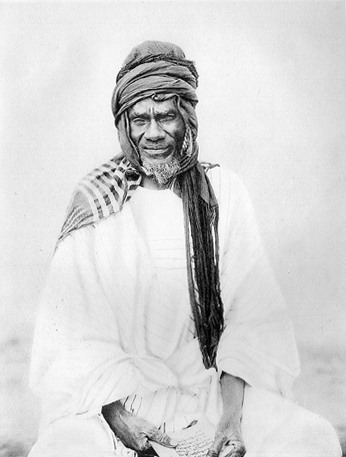
ساموري توري، مؤسس وزعيم إمبراطورية واسولو التي قاومت الحكم الفرنسي في غرب أفريقيا.

### انقلاب 1999
أقصى الرئيس العديد من منافسيه في الجيش. في أواخر عام 1999, قام بعض ضباط الجيش بانقلاب عسكري، وجعلوا اللواء روبرت غيى في السلطة. قامت القيادة الجديدة بتقليل معدل الجريمة والفساد.

### الحرب الأهلية الأولى
أُجريت انتخابات رئاسية في أكتوبر 2000 تنافس فيها لوران غباغبو مع غوي، لكنها لم تكن سلمية. وشهدت الفترة التي سبقت الانتخابات اضطرابات عسكرية ومدنية. وفي أعقاب الانتفاضة العامة التي أسفرت عن مقتل حوالي 180 شخصًا، تم استبدال غي بسرعة بجباجبو. وتم استبعاد واتارا من قبل المحكمة العليا في البلاد بسبب جنسيته البوركينابية المزعومة، حيث لم يسمح الدستور لغير المواطنين بالترشح للرئاسة، وأثار ذلك احتجاجات عنيفة اشتبك فيها أنصاره، ومعظمهم من شمال البلاد مع شرطة مكافحة الشغب في العاصمة ياموسوكرو.

### الحرب الأهلية 2011
أدّت انتخابات 2010 إلى حرب أهلية ثانية. أثبتت المنظمات الدولية خروقات لحقوق الإنسان من جانب الطرفين.

## الجغرافيا

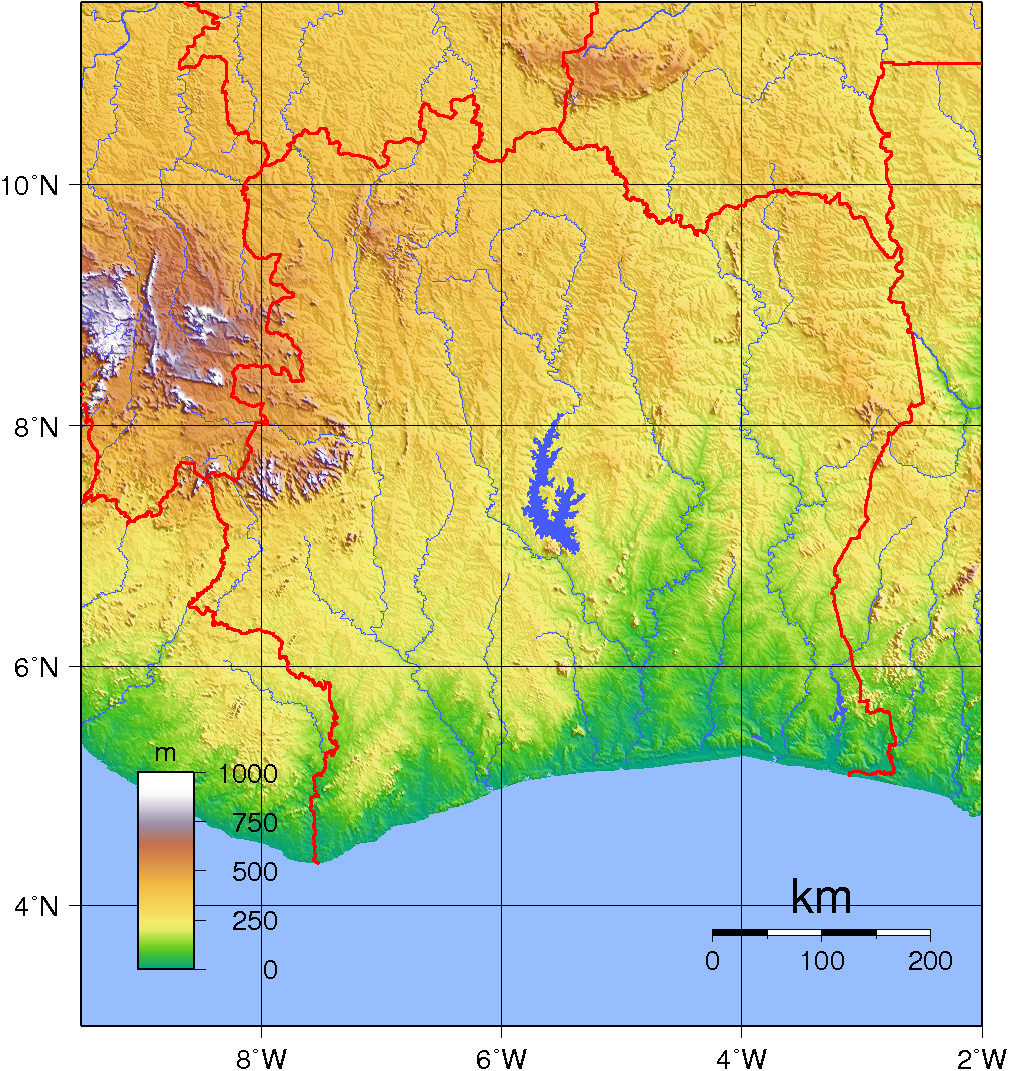
الخريطة طوبوغرافية لساحل العاج

أرض ساحل العاج تتكون من سهول ساحلية تبلغ ثلث مساحتها، تمتد بجوار شواطئها، وتربة السهول خصبة تنمو فيها الغابات، وبعد السهول ترتفع الأرض تدريجياً نحو الغرب، وفي هذه المنطقة هضبة جرانتية قديمة تغطي في القسم الشمالي منها بحدائق السافانا، وتشق أنهار عديدة ساحل العاج من الشمال إلى الجنوب. توجد محمية جبل نيمبا الطبيعية المتكاملة.

### المناخ

خريطة تصنيف مناخ كوبن لساحل العاج.

يسود ساحل العاج مناخ بمناخ السافانا الاستوائي تزيد حرارته ورطوبته، ويشهد الجنوب فصلين مطرين يفصلهما فصلان جافان، ويسود الشمال مناخ مداري أقل مطر وحرارة من الجنوب.

## الاقتصاد
تتمتع ساحل العاج، بالنسبة للمنطقة، بدخل مرتفع نسبيًا للفرد (1,662 دولارًا أمريكيًا في عام 2017) وتلعب دورًا رئيسيًا في التجارة العابرة للدول المجاورة غير الساحلية. وتعد البلاد أكبر اقتصاد في الاتحاد الاقتصادي والنقدي لغرب إفريقيا، وتساهم بـ40% من إجمالي الناتج المحلي النقدي للاتحاد. وتعد أكبر مصدر في العالم لحبوب الكاكاو، ورابع أكبر مصدر للسلع، عمومًا، في أفريقيا جنوب الصحراء الكبرى (بعد جنوب أفريقيا ونيجيريا وأنغولا).
كسب مزارعو حبوب الكاكاو 2.53 مليار دولار في عام 2009 من صادرات الكاكاو، وكان متوقعًا أن ينتجوا 630 ألف طن متري في عام 2013. يوجد في ساحل العاج أيضًا 100,000 مزارع مطاط حصلوا على ما مجموعه 105 مليون دولار في عام 2012.
احتلت ساحل العاج المركز 112 في مؤشر الابتكار العالمي عام 2023، متراجعةً من المركز 103 عام 2019. حافظت ساحل العاج على نفس المركز 112 وفق مؤشر عام 2024.

## التركيبة السكانية
بلغ عدد سكان ساحل العاج حسب إحصاء 2021 نحو 29,389,150 نسمة، والمجموعات العرقية تشمل أاكان 42.1٪، وفولتيك أو غور 17.6٪، وشعوب ماندي الشمالية 16.5٪، وكرو 11٪، وشعوب ماندي الجنوبية 10٪، وآخرين من 2.8% (ويشملون 30000 اللبنانيين والفرنسيين 45,000) (2004). ويعتبر 77% من السكان الأيفوريين. أنهم يمثلون مختلف الشعوب والمجموعات اللغوية، ويتحدث بما يقدر بـ 65 لغة في البلاد. واحدة من الأكثر شيوعا هي الديولا، التي تعد بمثابة لغة التجارة، فضلًا عن اللغة التي يتحدث بها عادة من قبل السكان المسلمين.
وينقسم تقريبِا من السكان الأصليين ولدوا في ثلاث مجموعات من المسلمين، مسيحيين (في المقام الأول من الروم الكاثوليك) و الوثنيين. منذ أن وضعت نفسها على أنها واحدة من الدول الأكثر نجاحا في غرب أفريقيا، نحو 20% من السكان (حوالي 3.4 مليون دولار) وتتألف من العمال القادمين من ليبيريا المجاورة، وبوركينا فاسو وغينيا.
%4 من السكان هم من أصول غير أفريقية. العديد من الفرنسيين،، والمغاربة ثم اللبنانيين، مواطنين الفيتنامية والأسبانية، وكذلك المبشرين البروتستانت من الولايات المتحدة وكندا. في نوفمبر 2004، حوالي 10000 من الرعايا الأجانب الفرنسية وغيرها من إجلاء ساحل العاج بسبب هجمات من الميليشيات الموالية للحكومة الشباب. وبصرف النظر عن الرعايا الفرنسيين، وهناك المولودين في الولايات المتحدة المتحدرين من المستوطنين الفرنسيين الذين وصلوا خلال الفترة الاستعمارية في البلاد.

## الدين
الدين في ساحل العاج (تقدير 2017)
وفقاً لإحصاء عام 2014، فإن أكثر الأديان ممارسة في ساحل العاج هي الإسلام بنسبة 42.9% والمسيحية بنسبة 33.9%.

## النشاط البشري
الزراعة حرفة السكان الأساسية، وقد تخصص القسم الشمالي من البلاد في إنتاج الغلات الزراعية الغذائية مثل الأرز والذرة واليام والموز، بينما ينتج القسم الجنوبي المطاط والكاكاو والبن، وساحل العاج الثالثة في إنتاج البن والخامسة في إنتاج الأناناس والموز، ويزرع القطن وقصب السكر، وتشكل الأخشاب ثروة عظيمة تسهم بخمس صادراتها، وتنتج القصدير والحديد والمنجنيز والذهب والماس من مناجم ساحل العاج.

## التقسيم الإداري
مقاطعات ساحل العاج (بالفرنسية: Districts de Côte d’Ivoire) هي المستوى الأول للتقسيم الإداري في ساحل العاج. تم إنشاء المقاطعات في عام 2011. عدد المقاطعات هو 14 مقاطعة وتشمل مقاطعتين مستقلتين وهما مقاطعة أبيدجان ومقاطعة ياموسوكرو. المقاطعات الإثني العشر (بدون أبيدجان وياموسوكرو) تنقسم إلى 31 منطقة أو إقليم (بالفرنسية: regions) وتعتبر مستوى ثاني، وتنقسم هذه المناطق إلى 108 إدارة (بالفرنسية: départements) وهي تعتبر مستوى ثالث. وفي المستوى الرابع تنقسم الإدارات إلى مقاطعة فرعية (بالفرنسية: sous-préfectures) ويبلغ عددها 510 مقاطعة.

مقاطعات ساحل العاج

تنقسم ساحل العاج الي 14 مقاطعة أو محافظة:
1. أبيدجان مدينة ومقاطعة
2. ياموسوكرو مدينة ومقاطعة
3. ساساندرا السفلى
4. كوميه
5. دنقيلي
6. غوه جيبوا
7. البحيرات
8. لاقون
9. الجبال
10. ساساندرا ماهاوي
11. السافانا
12. وادي بانداما
13. وروبا
14. زان زان

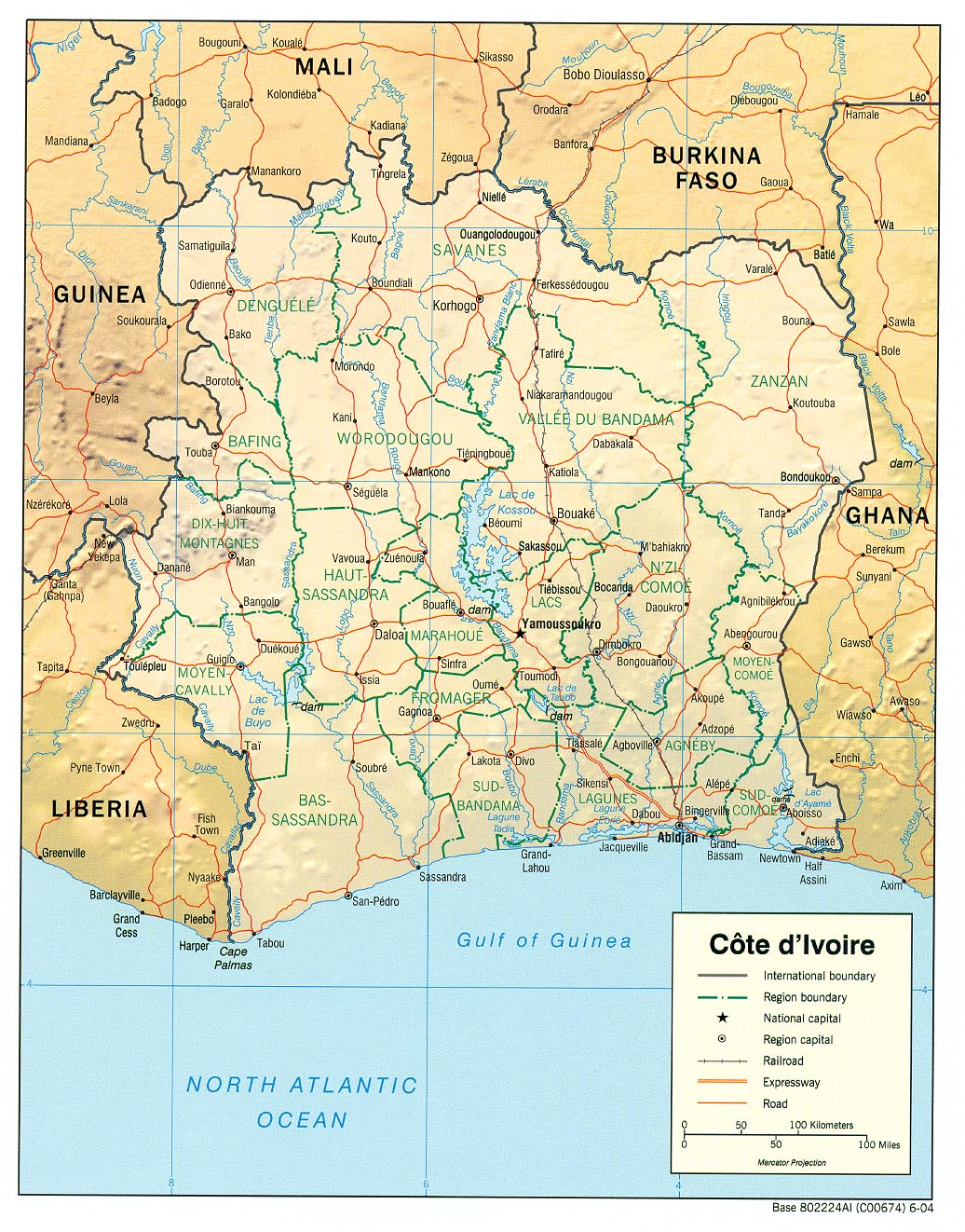
خريطة إدارية لساحل العاج

لا تعكس هذه الخريطة أي موقف لليونيسف تجاه الحالة القانونية لأي دولة أو إقليم أو تجاه تعيين أي حدود.
استمر النزاع المسلح بين الحكومة (المتمركزة في الجنوب) وقوات المقاومة (التي تسيطر على الكثير من أجزاء البلاد وخاصة في الشمال) سنوات عديدة. وتنتشر قوات حفظ السلام للأمم المتحدة في المنطقة المنزوعة السلاح للحفاظ على حالة اللاسلم واللاحرب. وقد فرّ الآلاف من ديارهم والتجأ معظمهم إلى المناطق التي تسيطر عليها الحكومة مما ساهم في الضغط على الخدمات الصحية والتعليمية المتاحة هناك.

## أوضاع الأطفال في ساحل العاج
- يعد معدّل وفيات الأطفال الرضّع ومن هم دون سن الخامسة ضمن أعلى المعدلات في العالم، ويواجه ارتفاعا متزايداً. ولا تزال الملاريا والتهابات الجهاز التنفسي من الأمراض القاتلة للأطفال، بالإضافة إلى تزايد نسبة الإصابة بسوء التغذية.
- تبلغ نسبة عدد الأطفال الذين تقل أعمارهم عن عام واحد، ممن تلقوا التحصينات الكاملة من الأمراض التي يمكن الوقاية منها بنسبة 50% فقط. وفي الشمال، توقف العمل كلية في العديد من برامج التحصين. يقدر عدد المصابين بفيروس نقص المناعة البشرية المكتسب (الإيدز) بنسبة 7%.
- ينتظم نصف عدد الفتيات في التعليم النظامي مقابل ثلثي عدد الفتيان، كما لا يتلقى ما يقارب من مليون طفل، معظمهم في الشمال أي تعليم.
- يستخدم نحو 000‚3 من الأطفال كجنود، كما يتزايد انتشار الاستغلال الجنسي والاستغلال والعنف ضد الأطفال.
- نجحت اليونيسف بإعادة فتح 86 في المائة من المراكز الصحية الواقعة في الشمال، التي كانت قد أغلقت بسبب فرار موظفيها.
- أدت اليونيسف دوراً رئيسياً في تدريب مئات العاملين في المجال الطبي وإعادة تأهيل أقسام الولادة وتوريد الأدوية والأجهزة. ووزعت زهاء 000‚120 من ناموسيات الأسرّة المعالجة بمبيدات الحشرات للحد من انتشار الملاريا.
- تم تحصين خمسة ملايين طفل ضد شلل الأطفال، مما ساهم في انخفاض الإصابات من 17 حالة في عام 2004، إلى عدم وجود أي حالة في عام 2005. وتلقى 7.5 مليون طفلاً آخر التحصين ضد الحصبة، كما تلقى أربعة ملايين طفل الفيتامين التكميلي «أ». وانخفضت حالات الإصابة بالدودة الغينية إلى النصف.
- وردت اليونيسف وشركاؤها 000‚350 حافظة مدرسية، وساعدت في إعادة بناء وتأهيل المدارس التي دمرت بسبب الحرب.
- أعيد تأهيل مصادر المياه في أكثر من قرية لتيسير حصول 000‚600 شخص على المياه الصالحة للشرب. وتم تزويد كوروجو المنكوبة بالجفاف بصهاريج المياه لتزويد 000‚150 من سكانها بالمياه لمدة ثلاثة أشهر.
- تم تسريح 000‚1 من الأطفال الجنود السابقين تقريباً وتجري إعادة دمجهم في المجتمع.
- يتم تزويد أكثر من 000‚10 من اليتامى المصابين بفيروس نقص المناعة البشرية المكتسب/ الإيدز بالأدوية والتغذية والتعليم.
- يقدر عدد الأطفال الذين يعملون في حقول الكاكاو أكثر من 500.000 طفل.

## الصحة
كان متوسط العمر المتوقع عند الولادة 42 للذكور و47 للإناث في عام 2004. وبلغ معدل وفيات الرضع 118 من كل 1000 مولود حي. يوجد اثنا عشر طبيبًا لكل 100,000 شخص. يعيش نحو ربع السكان تحت خط الفقر الدولي البالغ 1.25 دولار أمريكي في اليوم. تعرضت نحو 36% من النساء لتشويه الأعضاء التناسلية الأنثوية (الختان). ووفقًا لتقديرات عام 2010، احتلت ساحل العاج المرتبة 27 من حيث أعلى معدل وفيات أمومة في العالم. وكان معدل الإصابة بفيروس نقص المناعة البشرية/الإيدز في البلاد في المرتبة التاسعة عشر عالميًا، وقدر في عام 2012 بنسبة 3.20% بين البالغين الذين تتراوح أعمارهم بين 15 و49 عامًا.

## التعليم
يعتبر قسم كبير من السكان البالغين، وخاصةً النساء، أميين. ولم يلتحق كثير من الأطفال الذين تتراوح أعمارهم بين 6 و 10 سنوات بالمدارس. يعد معظم طلاب التعليم الثانوي ذكورًا. ويمكن للطلاب أداء امتحان البكالوريا في نهاية التعليم الثانوي.
يوجد في البلاد عدد من الجامعات، مثل جامعة كوكودي في أبيدجان وجامعة بواكيه في بواكيه. في عام 2012، سجل 57,541 طالبًا في مستوى دبلوم ما بعد المرحلة الثانوية، ودرس 23,008 طالبًا للحصول على درجة البكالوريوس أو الماجستير ودرس 269 طالبًا للحصول على درجة الدكتوراه. تضرر الالتحاق بالتعليم العالي خلال الأزمة السياسية، إذ انخفض من 9.03% حتى 4.46% للفئة العمرية 18-25 عامًا بين عامي 2009 و2012.